# رماز قضباني

رماز قضباني لكلمة ويكيبيديا باللغة الإنكليزية.

الرماز القضباني أو الشفرة القضيبية أو الشفرة الخطوطية أو شفرة الخطوط المتوازية (بالإنجليزية: Barcode)‏ (نقحرة: باركود) هي تمثيل ضوئي لبيانات قابلة للقراءة من قبل الحاسوب مثل الأرقام والحروف، وهو رمز ثنائي الأبعاد، وفي الأصل، كانت تمثل البيانات في مناطق العرض (الخطوط) والفراغات بين الخطوط المتوازية، ويمكن أن نطلق عليها الرموز أو الشفرات الخيطية أحادية البعد. قد يكون الرماز القضباني ذو أنماط مربعة أو نقطية أو سداسية أو أنماط هندسية أُخَر ضمن صور يطلق عليها الرمز أو شفرات المصفوفة ثنائية الأبعاد. رغم أن الأنظمة الثنائية تستخدم الرموز أكثر من الخطوط (الخيوط)، إلا أنها عمومًا يطلق عليها رماز قضباني أيضا. أول استخدام للرماز القضباني كان لوضع علامات على عربات القطار، لكنها لم تكن ناجحة تجاريًا إلى أن تم استخدامها لأتمتة (جعله أوتوماتيكيا) أنظمة مبيعات مراكز التسوق، وهي المهمة التي أصبح من خلالها الرماز القضباني عالميًا تقريبًا. انتشر استخدامها إلى مهام أخرى أيضا، مهام تعرف عمومًا بـ «التقاط بيانات المعرف آليًا» (AIDC)(Auto ID Data Capture). توجد أنظمة أخرى تحاول المبالغة في سوق صناعة «التقاط بيانات المعرف آليًا (AIDC)»، لكن البساطة والشهرة العالمية للرمازات القضبانية قد حدّث من دور هذه الأنظمة الأخرى. يكلف تنفيذ الرماز القضباني ما يقارب نصف سنت أمريكي (0.005 دولار) مقارنة بمعرِّف التردد الراديوي (RFID) البليد الذي لا زال يكلِّف حوالي 0.07 إلى 0.30 دولار لكل علامة.

## الأسماء
من أسماء الرماز القضباني أيضًا: الباركود وشفرة القضبان والشفرة الشريطية والرمز الشريطي.

## تاريخ
أول من اخترع الرماز القضباني هو «ماكس بادك» سنة 1880 إلا أنه ونظرا لقلّة ذات اليد لم يرى مشروعه النور. وفي سنة 1932م قام طالب الدراسات العليا «والاس فلينت» بكتابة بحث «البقالة الألية» في كلية إدارة الأعمال بجامعة هارفارد شرح فيه استخدام هذا النظام لأتمتة نظم تدفق البقالة من الرفوف ونظرا لأن الولايات المتحدة كانت تمر بـ (أزمة اقتصادية) فلم تنفذ هذه الفكرة.
وفي سنة 1948 قام «برنارد سلفر» وهو طالب متخرج من معهد دريكسل التكنولوجي بالتعاون مع أصدقائه «نورمان جوزيف» و«ودلاند ونورمان جوهانسن» بوضع أول نظام يعمل بالحبر فوق البنفسجي لأحد سلاسل المتاجر في فيلادلفيا لقراءة المنتجات وقت الخروج، ولكن ونظرا لتكلفة هذا النظام باء بالفشل.
قام بعدها ودلاند بالعمل على تطوير النظام وتقليل تكلفته وقام بتسجيل براءة اختراعه يوم 7 أكتوبر 1952.
وشهد بعدها هذا الاختراع نجاحا واسعا.

## كيفية قراءة الرماز القضباني
قارئة الرماز القضباني هي ماسحة ضوئية أو قارئة ضوئية تسلط شعاع من الليزر عليه ثم يرتد مرة أخرى من الأعمدة البيضاء فقط حيث أن القضبان السوداء تمتص الضوء ولا تعكس الشعاع مرة أخرى. يقوم كاشف الضوء الموجود في القارئ بتحليل الأشعة المنعكسة وثم يقوم بإرسال هذه البيانات إلى حاسوب يعمل على مطابقة هذه الشفرة مع الشفرات المخزنة لديه فيستخلص كافة المعلومات المرتبطة بهذه الشفرة مثل السعر والكمية والمنتج... إلخ

## استخدامات الرماز القضباني
أصبح الرماز القضباني شيئا فشيئا جزءًا أساسيًا من الحضارة الحديثة وجزءاً من نظام الصادرات العالمي. وقد انتشر استخدامها على نطاق واسع، وتحسنت التقنية المستخدمة في الرماز القضباني باستمرار. وقد شملت التطبيقات الحديثة للزماز القضباني ما يلي:
- كل منتج تقريبا يمكن شراؤه من الأسواق أو البقالة، أو المتاجر الكبيرة له رمز المنتج العالمي (Universal Product Code). هذا يساعد كثيرا في اقتفاء أثر عدد كبير من المواد الموجودة في المتجر ويقلل أيضا من سرقة السلع من المتاجر (shoplifting)، مع أن السارقين أصبحوا يطبعون الرماز القضباني المزورة أيضا. ومنذ اعتماد الرماز القضباني، استفاد كل من المستهلكين وتجار التجزئة من التوفير الناتج.
- بطاقات العضوية أو بطاقات الوفاء (بالإنجليزية: loyalty card)‏ (بالفرنسية: Carte de fidélité)‏ حيث تقوم معظم محلات البقالة والمخازن الكبيرة التي تبيع بالتجزئة بضائع مثل المعدات الرياضية، ولوازم المكاتب، أو متاجر الحيوانات الأليفة وذلك لتحديد هوية للمستهلك. يستفيد تجار التجزئة بتفهم أنماط الاستهلاك الفردي للتسوق. يحصل المتسوقون عادة على عروض خاصة من نقاط البيع (قسائم، وخصومات) أو عروض تسويقية خاصة عبر عنوانهم أو بريدهم الإلكتروني المقدم عند التسجيل على بطاقات الوفاء.
- تسمح أدوات إدارة الملفات بتشفير الملفات لتسهيل فصل وفهرسة الوثائق الممسوحة ضوئيا باستخدام الماسح الضوئي.
- تتبع حركة المواد، بما في ذلك السيارات المستأجرة وأمتعة شركات الطيران، والنفايات النووية، والبريد والطرود.
- منذ عام 2006، تستخدم شركات الطيران الرماز القضباني ثنائي البعد على بطاقة المرور على متن الطائرة (Boarding pass)، ومنذ عام 2008 أصبح من الإمكان إرسال الرماز القضباني ثنائية البعد إلى الهواتف المحمولة وإستخدامها كبطاقة الصعود إلى الطائرة.[5]
- وضع الباحثون في الأوان الأخير رمازًا قضبانيًَا صغيرًا على كل نحلة لتعقب عادات التزاوج بين الحشرات.
- يمكن تشفير تذاكر الأحداث الترفيهية التي تحتاج إلى فحص قبل أن يسمح لحاملها بدخول الملاعب الرياضية ودور السينما والمسارح والمعارض ووسائط النقل... إلخ. وهذا يسمح للمالك بتحديد التذاكر المكررة أو المزورة بسهولة أكبر.
- يمكن استخدامها في السيارات حيث توضع على الناحية الأمامية أو الخلفية.
- تتضمن بعض الرمازات القضبانية ثنائية البعد رابط تشعبي إلى صفحة ويب. وتقوم بعض الهواتف المحمولة بقراءة الشفرة وتصفح الموقع مباشرة.
- في سبعينيات وثمانينيات القرن العشرين، شُفرت بعض البرمجيات وطبعت على الورق. وكوزين سوفستريب (Cauzin Softstrip) وبايبربايت (Paperbyte)ا[6] هو رماز قضباني مصمم لهذا الغرض.